# Prochoerus
Prochoerus — вимерлий рід свиновидих.